# Seares
Seares (en eonaviego Siares, oficialmente Siares/Seares) es un lugar y una parroquia del concejo de Castropol, en el Principado de Asturias.
Es posiblemente uno de los pueblos más recogidos de toda la zona y apenas tiene un centenar de habitantes. Su principal fuente de ingresos es el cultivo de tierras y el ganado. Sin embargo, ofrece su ya famoso Descenso Internacional de Seares, que forma parte del Open de España de la Federación de Deportes de Inercia.

## Entidades de población
| Nombre (en español) | Nombre oficial (en eonaviego) |
| ------------------- | ----------------------------- |
| Agelán              | Axelán                        |
| Barreira            | El Barreiro                   |
| Cruz de Vilar       | A Cruz                        |
| Grandallana         | Grandayá                      |
| Presa               |                               |
| Río de Seares       | Riudesiares                   |
| Seares              | Siares                        |
| Vilar               |                               |
| Vilavedelle         | Vilavedeye                    |

### Sitios
- A Aldea
- El Bermeyo
- El Bosque
- A Cancelada
- El Carbayo
- A Casa del Capataz
- A Casa da Casía
- A Casa del Rato
- A Casanova
- A Casía
- Cortías
- El Fondón
- El Marco
- El Molieiro
- El Molinovo
- Outurel
- Palacio
- A Peruyeira
- Picarolas
- Piñeiro
- Riamil
- El Río
- A Rocía